# Görgényüvegcsűr
Görgényüvegcsűr (románul Glăjărie, németül Görgenyer Glashütte) falu Romániában Maros megyében. Közigazgatásilag Görgényszentimre községhez tartozik.

## Fekvése
Szászrégentől 27 km-re északkeletre, a Görgényi-havasok lábánál fekszik.

## Története
A falu az itteni erdő kiirtásával keletkezett, amikor 1778 körül
ifj. Bornemissza János az itt levő üveghutához üvegcsűrt telepített.
1847-ben lett önálló község, az üveghuta az 1870-es évekig működött. A falu kőfaragói és építészei hírnévre tettek szert. 1910-ben 1254, többségben magyar lakosa volt, jelentős román kisebbséggel. A trianoni békeszerződésig Maros-Torda vármegye Régeni alsó járásához tartozott.
1992-ben 1873 lakosából 1614 magyar, 258 román volt.
2011-ben 1702 lakosából 1365 magyar, 309 román volt.

### Régészeti bizonyítékok
A legkorábbi régészeti lelet az egy itt létező civilizációról, a bronzkorból származik. A település mai helyén egy bronzkori lándzsahegyet találtak, mely Budapesten, a Magyar Nemzeti Múzeumban található.

### Írásos dokumentumok
Nincs pontos írásos dokumentum az e környéken létrehozott első üveggyárról. Annyit tudni csupán, hogy az első üveggyárat Felsőlárgán létesítették, azonban az erre vonatkozó adatok pontatlanok, annyit említenek, hogy: „1734 után”.
Az első írásos dokumentumok, melyek konkrétan említik Görgeny Uvegcsür nevű település létezését, a Bucow-féle összeírás, vagy a Dr. Virgil Ciobanu Az erdélyi románok statisztikája 1760 és 1762 között című munkája, mely csupán a román lakosságra vonatkozva arról tesz említést, hogy a faluban körülbelül 100 lelket számláló ortodox közösség van.
A terület, amelyre az üveggyárat építették, a Görgényi birtok részét képezte.
Erdély 1688-ban osztrák fennhatóság alá kerül, ennek következtében 1719. december 28-án 25 000 forint visszaválthatási összeg mellett 99 esztendőre átadta a kincstár a görgényi birtokot Kászoni János József erdélyi alkancellárnak, valamint Ignác és János fiainak, akik bárói rangot kaptak és fölvették a Bornemissza előnevet. A zálogjogi átadásra azonban csak 1734-ben került sor.
Báró Bornemissza János miután bérbe kapta a görgényi birtokot, a mai Felső Lárga területén egy üveghutát építtetett. Tudni lehet pontosan, hogy az első üveggyárat Felső Lárgán létesítették. Az első üvegfúvó mestereket Cseh- és Morvaországból hozták 1781-ben, és a következőek voltak: Straff Franci, Bolian Hanzi, Kufner Franci, Kelner Jozsef, Freindorfer Hanzi, Freindorfer Jakab, Stamfel Jozséf, Wolf Franci, Blasko Franci.
Az üveggyártáshoz szükséges faanyag biztosítása érdekében a báró román munkásokat fogadott fel a  szomszédos falvakból. 
A felsőlárgai üveggyárat 1783-ban lebontották és egy feljebb fevő területen újraépítették, ahol jelenleg a Kultúrotthon fekszik. Az újonnan áthelyezett üveggyár még abban az évben (1783) leégett és a jelenlegi faluközpont területére újraépítették. A kezdetleges gyártási eljárások dacára, itt készültek a legfinomabb üvegedények és ablaküvegek.
A fúvómesterek és azok családjai számára a báró házakat építtetett, és hogy ne kelljen a görgényszentimrei templomig megtenniük a 10 km-es távolságot, 1781-ben fából kápolnát építtetett a mai római katolikus templom helyén. A kápolnát fenyőfából és nádból építették, védőszentje Nepomuki Szent János volt. Ezen kápolna 1878-ig állt. Ugyanakkor Bocskai László és Salati János református hívők 1802 és 1804 között egy kis fatemplomot építettek, amely 1904-ig állt, s melyben minden harmadik vasárnap a görgényszentimrei református lelkész tartott istentiszteletet. A román lakosság számára is egy kis fatemplomot építettek 1820 és 1821 között, a mai Eklézsia (Eclesia) nevű helyen, melyben a kásvai pap misézett. Ezen szemléletben a báró politikája sikeresnek bizonyult: munkahelyek, lakóházak, kegyhelyek biztosításával az Osztrák Birodalom különböző régióiból jövő nemzetiségek, különböző vallásúak letelepültek a görgényi birtok ezen viszonylag elszigetelt területén.
A 19. század közepétől kezdődően a kvarc és a mészkő mennyisége csökkent kezdett ezen a területen, és az üveggyári munka folytatása végett kénytelenek voltak a kvarcot Naszód környékéről és a mészkövet Homoródalmás mellől ideszállítani, ami az üveggyár nyereségességének csökkenéséhez vezetett. Így a Bornemissza család kénytelen volt különböző vállalkozók számára 6 éves időszakra bérbe adni az üveggyárat.
A 99 éves bérleti szerződés lejárta után a Bornemissza család megtagadta a görgényi birtok visszaszolgáltatását a kincstárnak, mindaddig, amíg az nem fogja visszatéríteni az e birtokon végzett befektetéseket, melyek között a görgényüvegcsűri üveggyár is szerepelt. Ennek következtében az osztrák állam 1835-ben bírósági eljárást indította a bérlő Bornemissza ellen. A birtok visszavásárlására és a befektetések megtérítésére indított eljárás 27 évig folyt, melynek végeredménye a bérlő Bornemissza 500 000 forintos kártérítése, ugyanakkor a birtok újra az osztrák állam birtokába került. 
1870-ben az osztrák állam bezárja az üveggyárat, melynek épületeit elárverezi, ugyanakkor betiltja az erdőkitermelést is, ami a 600 görgényüvegcsűri lakost megélhetés és jövedelem nélkül hagyja.

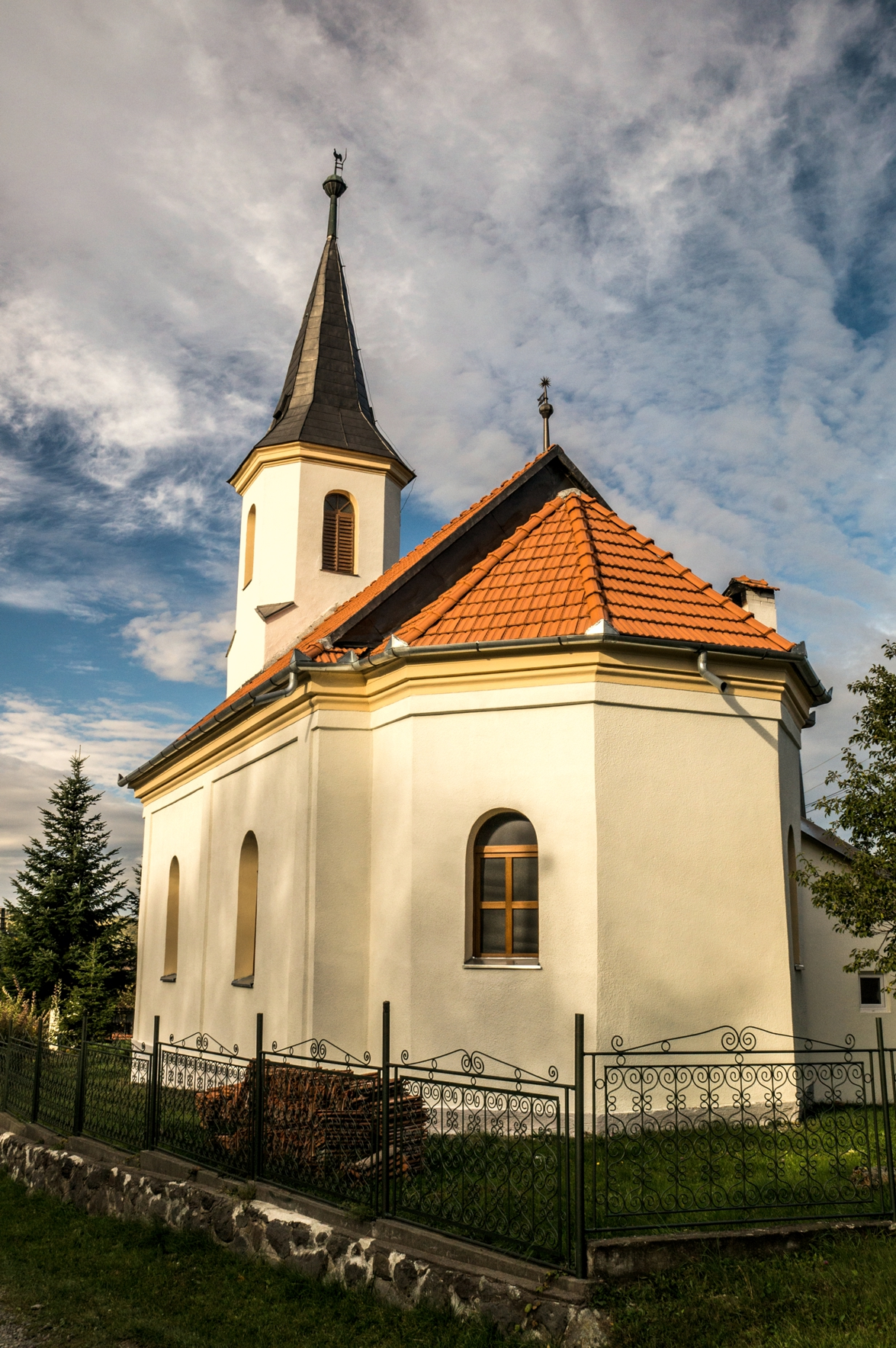
Református templom

## Testvértelepülése
- Sokorópátka